# Sunset Sound Recorders
Sunset Sound Recorders je nahrávací studio v kalifornském Hollywoodu na 6650 Sunset Blvd.
Mimo jiné se zde nahrávala například alba Exile on Main St. skupiny The Rolling Stones, Pet Sounds skupiny The Beach Boys, The Doors a Strange Days skupiny The Doors nebo Trout Mask Replica Captaina Beefhearta.
V roce 1981 majitel tohoto studia koupil studio The Sound Factory a nyní spolu obě spolupracují.